# 阿馬迪州
阿馬迪州（英語：Amadi）是南蘇丹曾经的一个州，位於該國南部。人口171,910人（2014年），首府蒙德里（Mundri），下轄3郡。

## 行政區劃
下轄3郡：
- Mundri West
- Mundri East
- Mvolo